# صفر-هفت، به‌گوشم
صفر-هفت، به‌گوشم (لهستانی: 07 Zgłoś się) یک مجموعهٔ تلویزیونی محبوب پلیسی-اَکشن لهستانی بود که مابین سال‌های ۱۹۷۶ تا ۱۹۸۹ از شبکهٔ تلویزیا پولسکا پخش می‌شد. این سریال دربارهٔ تحقیقات پلیسی «ستوان سواوُمیر بوره‌ویچ» (با بازی برونیسواف چیشلاک) بر روی پرونده‌های جنایی و حل آنها بود. فیلم‌نامه سریال اقتباسی آزاد از رمان «اِوا صفر-هفت را می‌خواند» بود. عنوان هر دو رمان و سریال تلویزیونی، به «صفر-هفت» اشاره دارد که یک علامت تماس بی‌سیم پلیس بود که قهرمان اصلی سریال از آن استفاده می‌کرد.
با آنکه بنا به‌عقیده برخی مردم و منتقدان، این مجموعهٔ تلویزیونی پروپاگاندایی با هدف بالا بردن و بهبود وجههٔ «شبه نظامیان مردمی» در جمهوری خلق لهستان بود، اما این سریال در لهستان بسیار محبوب شد و حتی طرفدارانی متعصب و پروپا قرص پیدا کرد. منتقدان فیلم آن را «یکی از بزرگ‌ترین دستاوردهای درام جنایی لهستان»، «پاسخ پرداخت‌نشده و واقع‌گرایانه‌ای به جیمز باند» و «محبوب‌ترین سریال پلیسی لهستانی در تمام دوران» می‌دانند.

## قسمت‌های سریال
1. سرگرد درنگ می‌کند
2. گردنبند
3. سانحه‌ای عجیب
4. ۳۰۰٬۰۰۰ زلوتی اسکناس نو
5. ۲۴ ساعت تحقیق
6. جام زرین یاقوت‌نشان
7. تجارت کثیف
8. چرا مادرم را کشتی؟
9. جدول زمانی
10. آرامگاه خانوادهٔ فون رائوش
11. ماشین ادارهٔ پُست
12. تحت پیگرد خودش
13. شلیک هنگام رقص
14. کفتارها
15. جهش مرگ‌بار
16. رد دستکش
17. قاتل شب‌ها دست به‌کار می‌شود
18. بلیط فرانکفورت
19. در را پشت سر خود ببندید
20. طلا
21. تعطیلات نیمه‌تمام

## گزیدهٔ بازیگران

### بازیگران اصلی و مکمل
- برونیسواف چیشلاک در نقش «ستوان سواوُمیر بوره‌ویچ» (بازیگر اصلی سریال)
- زجیسواف کوژین در نقش «ستوان آنتونی زوبک»
- زجیسواف توبیاش در نقش «سرگرد ووچیک»
- اوا کوزیک-فلورچاک در نقش «گروهبان اولشاینسکا»
- یرژی روگالسکی در نقش «ستوان والدمار یاشچوک» (خواهرزادهٔ ستوان آنتونی زوبک)

### بازیگران مهمان و دوره‌ای
- ادموند فتینگ
- ویتولد دنبیتسکی
- آدام فرنتسی
- وویچیخ ویسوتسکی
- هنریک بیستا
- کشیشتف کوئوباشوک
- یادویگا یانکوفسکا-چشلاک
- اوا داوکوفسکا
- چسواف لاسوتا
- میه‌چیسواف وُیت
- اِوا وِنتسل
- مارک بارگیه‌ئوفسکی
- آندژی نیمیرسکی
- یژی واپینسکی
- توماش اشتوکینگر
- یوزف نالبرچاک
- دانوتا بورسوک
- یاتسک دوماینسکی
- تادئوش وویتیخ
- آندژی شالافسکی
- کشیشتف مایخشاک
- ایزابلا اولِـینیک
- باربارا بورسکا
- مارک لواندوفسکی
- داریوش بیسکوپسکی
- یان پیه‌خوچینسکی
- زجیسواف شیماینسکی
- زوفیا مرل
- باربارا لودویژانکا
- ماریا خفالیبوگ
- پیوتر شِـیکا
- واتسواف کووالسکی
- واندا کوچسکا
- یان ماخولسکی
- کارول اشتراسبورگر
- باربارا بریسکا
- هلنا کوالچیکووا
- آندژی کراشیتسکی
- هالینا راشاکوونا
- ائوگنیا هرمان
- آندژی شنایخ
- ایرنا لاسکوفسکا
- هانا استانکوونا
- هالینا وابونارسکا
- ماگدالنا وُوِیکو
- اوا بواشچیک
- هالینا کفیاتکوفسکا
- هانا استانکوونا
- آلیتسیا مایفسکا
- آندژی کوپیچینسکی
- استانیسواف میکولسکی
- اِوا ویشنیفسکا
- یولانتا لوت
- کشیشتف کوالفسکی
- هانا بالینسکا
- آندژی بلومنفلد
- زبیگنیف بوچکوفسکی
- اوا شیکولسکا
- تادئوش هانوسِک
- یژی موس
- استانیسواف گاولیک
- وویچیخ زاگورسکی
- برونو اویا
- کریستینا تکاچ
- ماوگوژاتا گبل
- لخ اُردن
- یوآنا ژووکوفسکا
- هنریک ماخالیتسا
- کاتاژینا والتر
- یان چیچیرسکی
- آرتور بارچیش
- اوا کوزیک-فلورچاک
- گراژینا دیلونگ
- ایزابلا ترویانوفسکا
- آنتونینا گیریچ
- بوژنا والتر
- گراژینا بارشچفسکا
- زوفیا چروینسکا
- زبیگنیف بوچکوفسکی
- اوا شیکولسکا
- ایگناتسی ماخوفسکی
- هالینا گولانکو
- یژی موس
- پیوتر فرونچوسکی
- گراژینا شاپوووفسکا
- دوروتا کامینسکا
- اوا ساواتسکا
- یوآنا پاتسوا
- لیلیانا کوموروفسکا
- دانوتا کووالسکا
- یان پروخیرا
- پیوتر فرونچوسکی
- هانا استانکوونا
- دانوتا کووالسکا
- آنا میلفسکا
- لئون نیمچیک
- یوزف پیراتسکی
- سیلوستر ماچیفسکی
- یولانتا نواک
- آندژی پرسیگس
- یژی موس
- زبیگنیف بوچکوفسکی
- لیدیا کورساکوونا
- لئون نیمچیک
- پیوتر فرونچوسکی
- هانا دونوفسکا
- الکساندر میکووایچاک
- گراژینا ولشچاک
- مارک فرانتسکوویاک
- زبیگنیف بوچکوفسکی
- بوژنا دیکل
- توماش ماژتسکی
- اوا واوژون
- آرتور بارچیش
- لائورا وونچ
- دوروتا استالینسکا
- باربارا بریسکا
- یانوش پالوشکیه‌ویچ
- اوا سروا
- ایوونا رولویچ
- گژگوش وُنس
- مارچین ترونسکی
- یژی یانچک
- تاتینا سوسنا-سارنو
- کشیشتف کومور
- ریشاردا خانین